# László Bíró (Bischof)

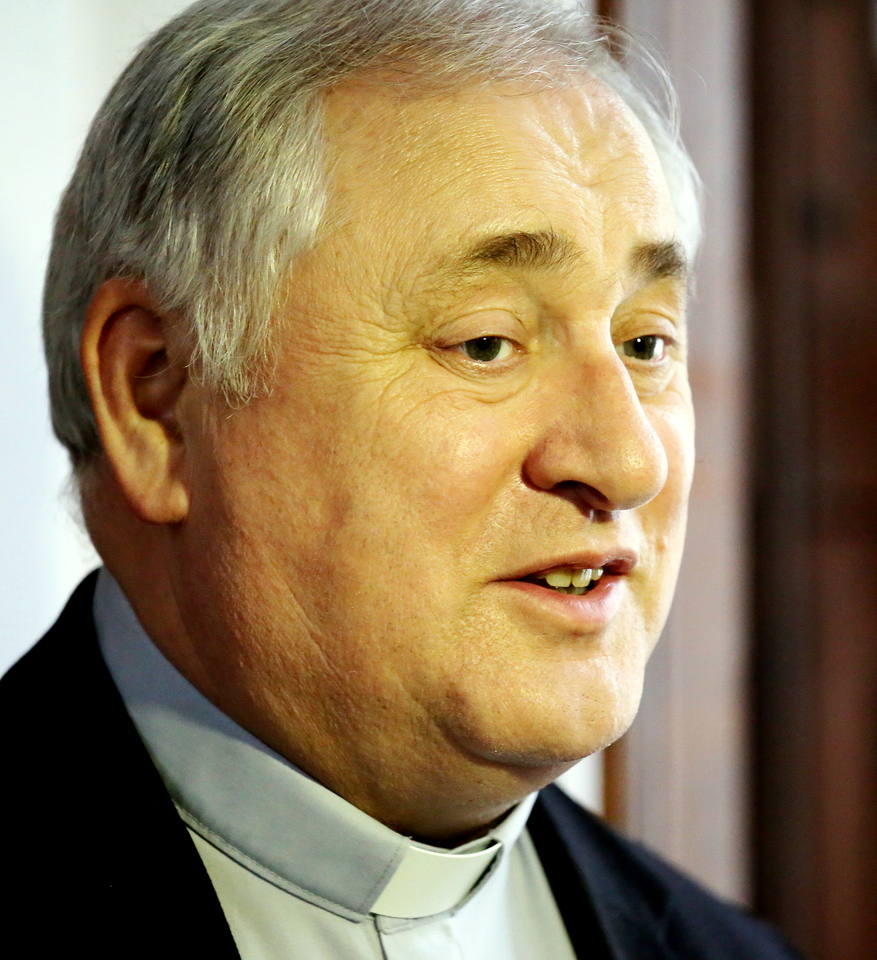
László Biró

Wappen László Bíró

László Bíró (* 31. Oktober 1950 in Szekszárd) ist ein ungarischer römisch-katholischer Geistlicher und emeritierter Militärbischof von Ungarn.

## Leben
László Bíró empfing am 23. Juni 1974 die Priesterweihe.
Papst Johannes Paul II. ernannte ihn am 18. April 1994 zum Weihbischof in Kalocsa-Kecskemét und Titularbischof von Castra Galbae. Die Bischofsweihe spendete ihm der Erzbischof von Esztergom-Budapest, László Kardinal Paskai OFM, am 21. Mai desselben Jahres; Mitkonsekratoren waren László Dankó, Erzbischof von Kalocsa-Kecskemét, und Mihály Mayer, Bischof von Pécs.
Papst Benedikt XVI. ernannte ihn am 20. November 2008 zum Militärbischof von Ungarn.
Papst Franziskus nahm am 18. Februar 2021 sein Rücktrittsgesuch an und ernannte Tibor Berta zu seinem Nachfolger.